# 下永聖高
下永 聖高（しもなが きよたか、1975年 -）は、日本の小説家である。大阪府茨木市出身。

## 経歴
立命館大学産業社会学部卒。大学在学中は精力的に音楽活動を行い、くるり、キセルなどを輩出したバンドサークル・立命館大学ロックコミューンに在籍。ジャパニーズグリムロックバンド「VATO」の前身である「Goofy」でギターと作詞を担当した。卒業後は世界を放浪し、帰国後は勤め人をしながら執筆活動を行う。現在、東京都在住。
2013年、投稿作「オニキス」が第1回ハヤカワSFコンテスト最終候補となり、同年11月発売の『S-Fマガジン』に掲載された同作で作家デビュー。「オニキス」に書下ろし新作の4編を加えた短編集『オニキス』で、2014年2月7日にハヤカワ文庫JAから書籍デビューした。SFセミナー2014では講師を務めている。
2019年5月、「ハングリーエイプ」で「yom yom短編小説コンテスト」準大賞を受賞。

## 作品リスト

### 書籍
- 『オニキス』（2014年2月、ハヤカワ文庫JA）
  - 「オニキス」（初出『S-Fマガジン』2014年1月号）の他、書下ろしの「神の創造」、「猿が出る」、「三千世界」、「満月」を収録

### アンソロジー収録短編
- 「アオイトリ」 - 『夏色の想像力』草原SF文庫、2014年7月 （第53回日本SF大会なつこん記念アンソロジー） 寄稿
- 「猿が出る」 - 『年刊日本SF傑作選 折り紙衛星の伝説』大森望 日下三蔵 編、創元SF文庫、2015年6月 再録

### 雑誌掲載作品
- 「オニキス」 - 『S-Fマガジン』2014年1月号（早川書房）
- 「ハングリーエイプ（抄）」 - 『yom yom』2019年6月号（vol.56）（新潮社）